# Palacio de los Arzobispos de Narbona

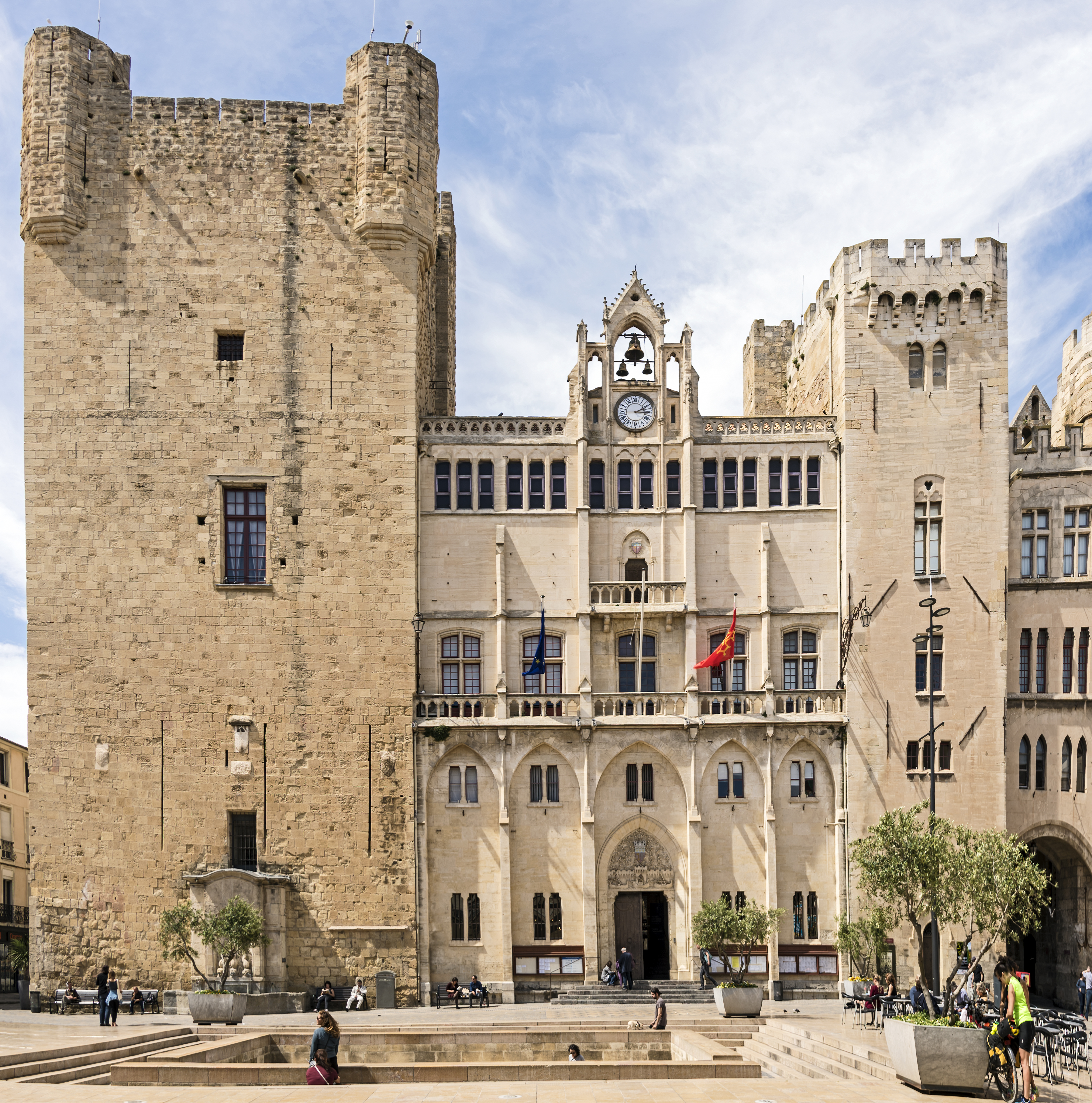
Palacio de los arzobispos.

El Palacio de los Arzobispos de Narbona (Francia) es un conjunto monumental formado por el Palacio Viejo, las torres de la Magdalena y San Marcial, el Palacio Nuevo y la Catedral de San Justo y San Pastor. Forman un complejo arquitectónico excepcional, con muestras de arquitectura carolingia, románica, gótica y renacentista.
De derecha a izquierda se sitúan: la catedral, el Palacio Viejo, la torre de la Magdalena (unida por un arco con la torre de San Marcial, del siglo XIV), el Palacio Nuevo, la Casa de la Villa o Ayuntamiento, (construido entre 1846 y 1852 por Viollet-le-Duc, en estilo trovador), y la torre de Gil Aicelin, edificada entre 1290 y 1311, que tiene una altura de 40 metros. La entrada de la torre de San Marcial tiene un áncora que simboliza los derechos feudales del arzobispo sobre la navegación por el litoral. Dentro del conjunto se encuentra también el Museo Arqueológico de Narbona. El conjunto pasó a ser propiedad nacional durante la Revolución francesa y fue comprado por la villa a los arzobispos en 1840.